# Тейлор, Джеффри, 4-й маркиз Хедфорт
Джеффри Томас Тейлор, 4-й маркиз Хедфорт (англ. Geoffrey Thomas Taylour, 4th Marquess of Headfort; 12 июня 1878 — 29 января 1943) — британский политик и армейский офицер. Он был известен как лорд Джеффри Тейлор с 1878 по 1893 год и граф Бектив с 1893 по 1894 год.

## Карьера
Родился 12 июня 1878 года. Единственный сын Томаса Тейлора, 3-го маркиза Хедфорта (1822—1894), и его второй жены Эмили Констанции Тинн (1840—1926), дочери преподобного, лорда Джона Тинна (1798—1881), и Энн Констанции Бересфорд (ум. 1866).
Он стал известен под титулом учтивости — граф Бектив в 1893 году после смерти своего старшего сводного брата Томаса Тейлора, графа Бектива (1844—1893). На следующий год, в возрасте 16 лет, 22 июля 1894 года, он унаследовал титул маркизата от своего отца.
Лорд Хедфорт был назначен вторым лейтенантом 1-го лейб-гвардии 4 января 1899 года и произведен в лейтенанты 7 марта 1900 года. Он ушёл из полка в мае 1901 года. В июне следующего года он был назначен лейтенантом во вновь созданном Йоменри полк 2-го лондонского графства Йоменри (Вестминстерские драгуны). Он был мировым судьей и заместителем лейтенанта графства Мит, Ирландия; и лейтенантом дворцовой кавалерии.
Он был английским масоном, получившим посвящение в Ложу Помощи № 2773 (Лондон, Англия) на Голден-Сквер, Лондон, в феврале 1901 года, в возрасте 22 лет.
Он участвовал в Первой мировой войне в 1915—1918 годах, где его упоминали в депешах. С 1922 по 1928 год он был сенатором Ирландского свободного государства.

## Семья
Рози Бут (1878 — 17 августа 1958), молодая певица, которая появилась в фильме «Мальчик-посыльный» в 1900 году под своим профессиональным именем мисс Рози Бут, настолько очаровала молодого маркиза Хедфорта, что он женился на ней 11 апреля 1901 года . Их брак был необычным: Роза была католичкой скромного происхождения, а её муж был протестантским аристократом. Он произвел фурор, когда перешел в католицизм для их брака. Они жили в Хедфорт-хаусе в Ирландии и родили троих детей:

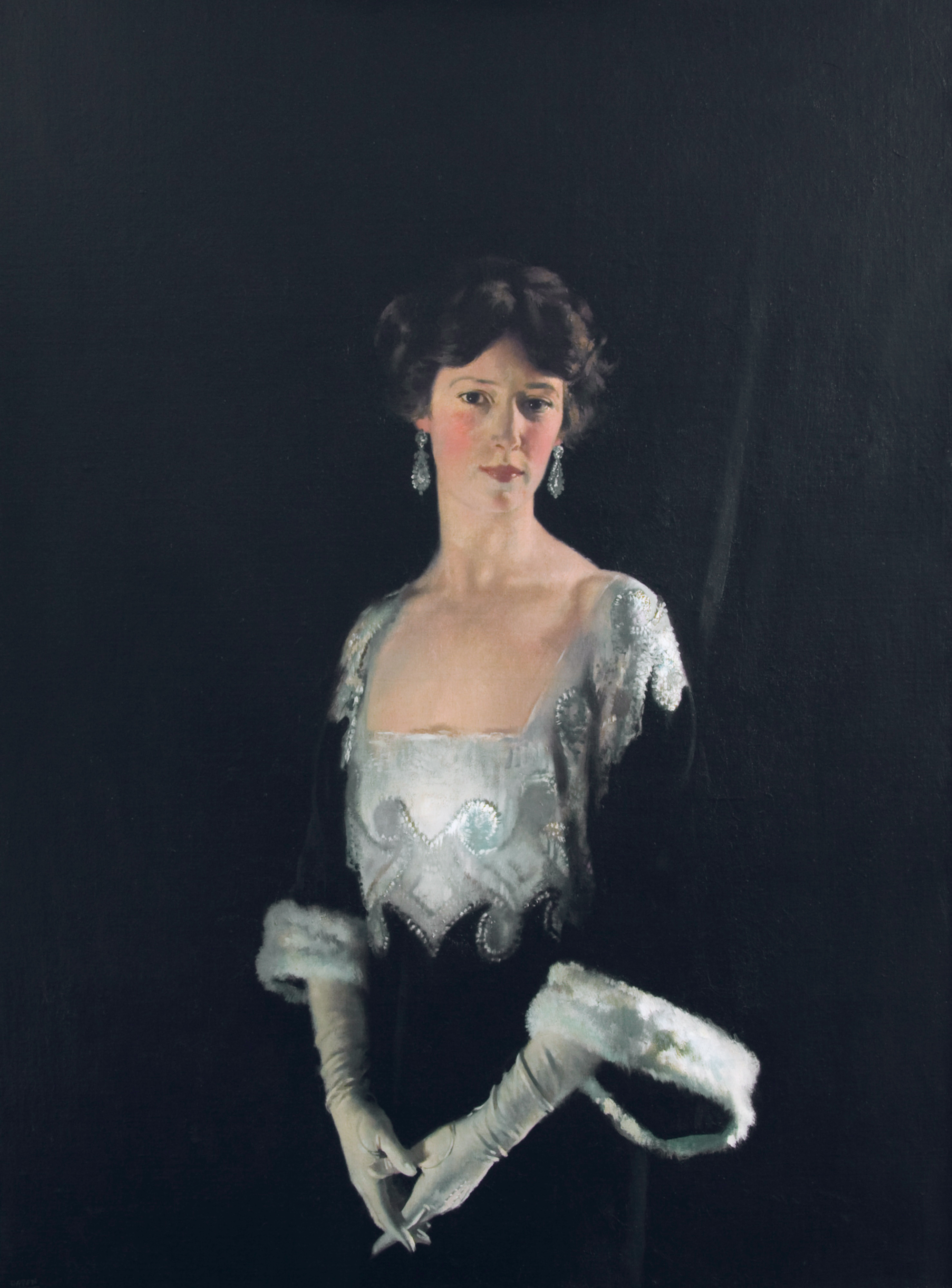
Сэр Уильям Орпен: портрет Рози, четвёртой маркизы Хедфорт.

- Теренс Джеффри Томас Тейлор, 5-й маркиз Хедфорт (1 мая 1902 — 24 октября 1960), старий сын и преемник отца
- лорд Уильям Десмонд Тейлор (3 января 1904 — 2 декабря 1989), британский археолог, известный своими работами в Микенской Греции. Родился в Ирландии и получил образование в школе Харроу, после карьеры в банковском деле и дизайне интерьеров в Нью-Йорке, а также военной службы в Северной Африке, он изучал археологию и антропологию в Тринити-колледже в Кембридже, прежде чем получить докторскую степень по микенской керамике в Италии. Его карьера археолога началась в 1950-х годах. После смерти Алана Джона Баярда Уэйса в 1957 году он возглавил и завершил британскую экспедицию в Микены. Тейлор вел раскопки в Хаджиос Стефанос в Лаконии в 1959—1977 годах[9][10].
- леди Миллисент Оливия Мэри Тейлор (ум. 24 декабря 1975); замужем 28 апреля 1930 года (развод в 1936) за банкиром Генри Фредериком Тиарком (1900—1995). У них был один сын, Кристофер Генри Фредерик (13 марта 1931 — 8 апреля 1932). Леди Миллисент скончалась 24 декабря 1975 года[11].